# Macon (Mississipi)
Macon és una població dels Estats Units a l'estat de Mississipi. Segons el cens del 2000 tenia 2.461 habitants.

## Demografia
Segons el cens del 2000, Macon tenia 2.461 habitants, 906 habitatges, i 587 famílies. La densitat de població era de 629,3 habitants per km².
Dels 906 habitatges en un 32,6% hi vivien nens de menys de 18 anys, en un 34% hi vivien parelles casades, en un 27,5% dones solteres, i en un 35,1% no eren unitats familiars. En el 33,1% dels habitatges hi vivien persones soles el 16,3% de les quals corresponia a persones de 65 anys o més que vivien soles. El nombre mitjà de persones vivint en cada habitatge era de 2,53 i el nombre mitjà de persones que vivien en cada família era de 3,25.
Per edats la població es repartia de la següent manera: un 28,9% tenia menys de 18 anys, un 10,3% entre 18 i 24, un 27,8% entre 25 i 44, un 16,2% de 45 a 60 i un 16,8% 65 anys o més.
L'edat mediana era de 33 anys. Per cada 100 dones de 18 o més anys hi havia 80,5 homes.
La renda mediana per habitatge era de 20.800 $ i la renda mediana per família de 26.696 $. Els homes tenien una renda mediana de 22.969 $ mentre que les dones 16.898 $. La renda per capita de la població era de 12.568 $. Entorn del 29,2% de les famílies i el 36% de la població estaven per davall del llindar de pobresa.

## Poblacions més properes
El següent diagrama mostra les poblacions més properes.